# 宝安公路駅
座標: 北緯31度22分16秒 東経121度25分33秒 / 北緯31.37111度 東経121.42583度
宝安公路駅（ほうあんこうろ-えき）は、中華人民共和国上海市宝山区に位置する上海軌道交通1号線の駅である。

## 駅構造
- 相対式ホーム2面2線を有する高架駅。ホームドア設置駅。

## 駅周辺
- 宝安公路
- 宝場路

## 歴史
- 2007年12月29日 - 開業。

## 隣の駅
■上海軌道交通1号線
共富新村駅 - 宝安公路駅 - 友誼西路駅